# 米利色特斯

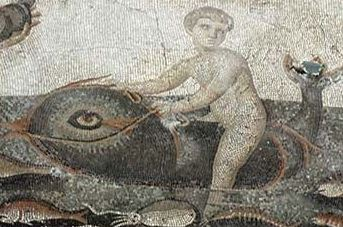
海神巴勒蒙

米利色特斯（Μελικέρτης）是希臘神話中的阿撒馬斯王之子，死後成為海神巴勒蒙（Palaimon），職司守護船舶，形象是騎乘海豚的少年神之姿。